# Estampa de pasaporte
Una estampa de pasaporte es, por lo general, un timbre de tinta que se coloca en un documento de viaje internacional. Dependiendo de la legislación de cada país que lo emite, son puestos por las autoridades migratorias competentes para marcar la fecha de salida y/o ingreso de un territorio a otro y el lugar desde donde se realiza. Para aumentar las medidas de seguridad y hacer más rápido el acceso a la información, algunos países, como Japón y Corea del Sur, han optado por reemplazar el timbre de tinta por un etiqueta autoadhesiva que puede contener un código QR o de barras; en otros (como Catar), añaden al timbre un adhesivo con información complementaria digitalizada. Algunos tipos de visados pueden adquirir la forma de estampa en el pasaporte y son puestos en los consulados de cada país emisor. Aunque históricamente son timbradas las salidas y entradas, algunos países solo marcan los ingresos a su territorio, suprimiendo el timbraje de salida. Ellos son: Canadá, El Salvador, Estados Unidos, Irlanda, Nueva Zelanda y Reino Unido, o algunos países y territorios que han suprimido completamente el timbraje como es el caso de Argentina, Australia, Cuba, Hong Kong, Israel, Macao y Singapur. Para el caso del espacio Schengen, el pasaporte es sellado para el ingreso y salida de las fronteras externas y fueron abolidos los sellos para el cruce entre fronteras internas.
Existen personas que se dedican a coleccionar estampas en sus pasaportes, de una forma similar a la filatelia, que puede ser tanto de pasaportes propios, como también ajenos.

## Galería de tipos de estampas

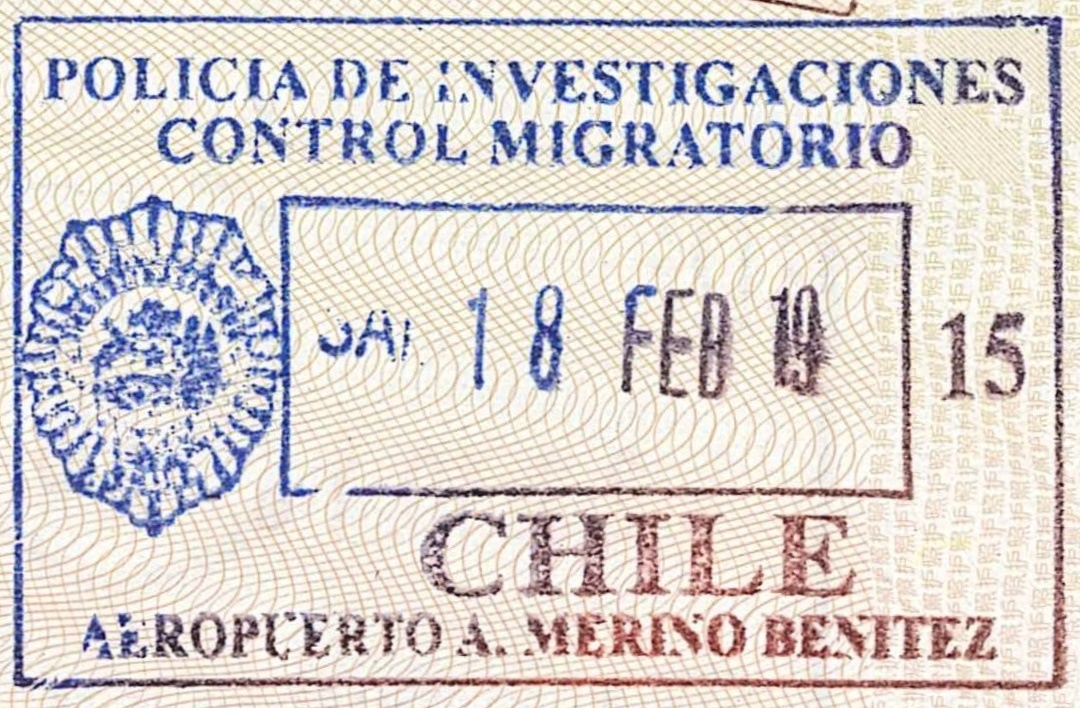
Timbre de tinta que marca la salida de Chile
Estampa autoadhesiva de Japón que incluye un código QR
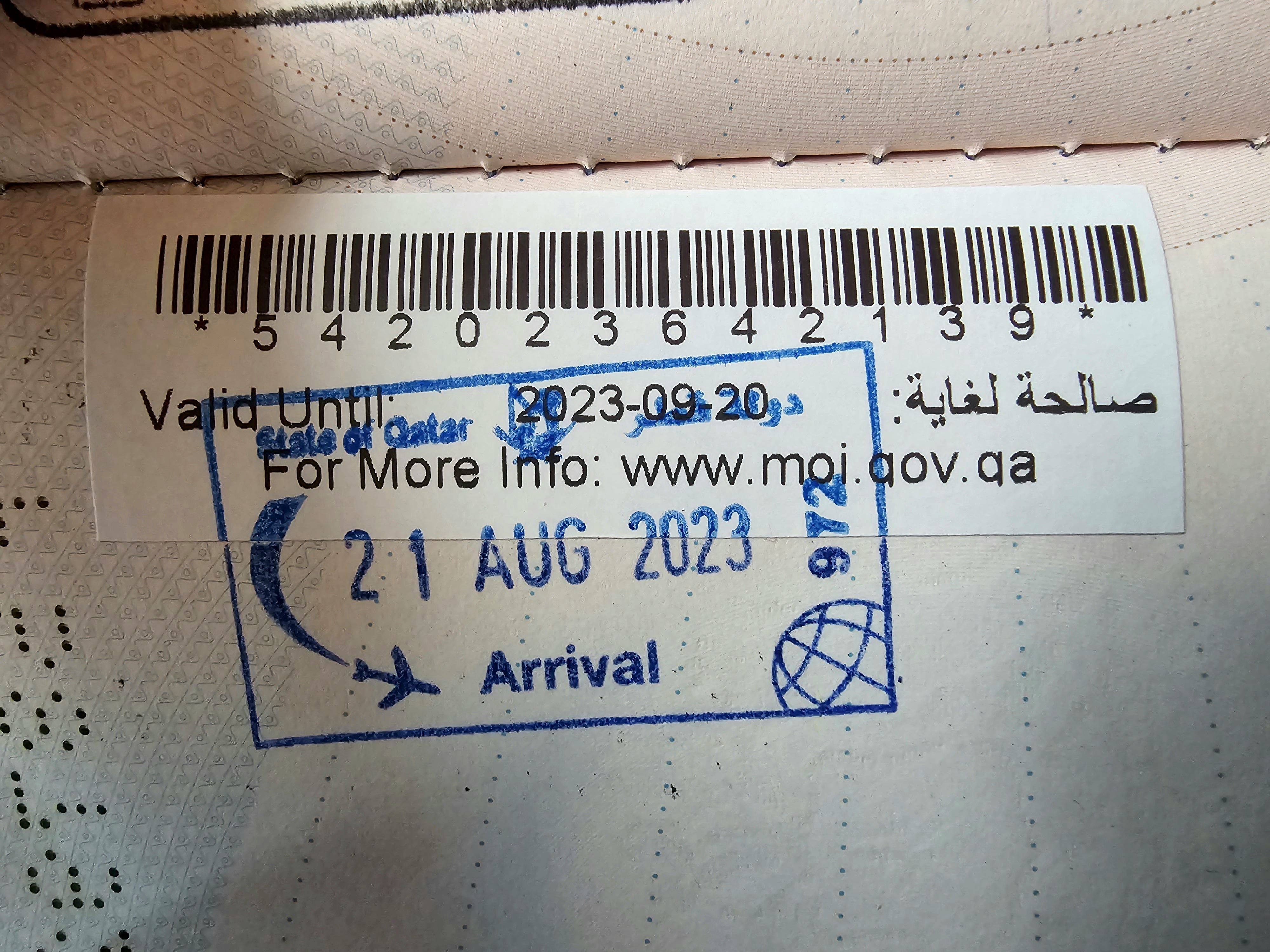
Timbre de ingreso a Catar con autoadhesivo añadido con datos digitalizados en un código de barras